# The Spirit of Giving
The Spirit of Giving è un cortometraggio muto del 1915 diretto da Frank Cooley. Di genere drammatico, prodotto dalla American Film Manufacturing Company, il film aveva come interpreti Joe Harris, Virginia Kirtley, Gladys Kingsbury, Fred Gamble.

## Trama
Peter Stearns è un prospero uomo di affari che non ha alcun problema a spendere la propria fortuna per la sua famiglia ma non riesce a capire il vero spirito del dare. Quando i suoi impiegati fanno una colletta per Jones, uno dei loro che è appena diventato padre, lui rifiuta di contribuire; non solo, poco dopo lo licenzia a causa di un suo ritardo sul lavoro. Anche l'agente per il Fondo di Soccorso belga riceve da lui una fredda accoglienza.

Stearns prende una dose di medicina e si addormenta. Sogna che gli venga negata l'ammissione al Cielo fino a quando non avrà fatto qualche atto caritatevole. Vagando sulla terra, cerca disperatamente la sua opportunità. Quando si sveglia dal narcotico che il farmacista gli aveva spedito per errore, Stearns è un uomo nuovo. La sua conversione è come quella di Scrooge e, insieme alla moglie, adotta una famiglia di piccoli rifugiati belgi.

## Produzione
Il film fu prodotto dalla American Film Manufacturing Company.

## Distribuzione
Distribuito dalla Mutual, il film - un cortometraggio in due bobine - uscì nelle sale statunitensi il 12 gennaio 1915.